# Myszarka zaroślowa
Myszarka zaroślowa, mysz zaroślowa (Apodemus sylvaticus) – gatunek niewielkiego gryzonia z rodziny myszowatych.

## Nazwa zwyczajowa
We wcześniejszej polskiej literaturze zoologicznej dla określenia gatunku Apodemus sylvaticus używana była nazwa zwyczajowa „mysz zaroślowa”. W wydanej w 2015 roku przez Muzeum i Instytut Zoologii Polskiej Akademii Nauk publikacji „Polskie nazewnictwo ssaków świata” nazwę rodzajową „mysz” zarezerwowano dla rodzaju Mus. W konsekwencji rodzajowi Apodemus nadano nazwę myszarka, zaś niegdysiejszej "myszy zaroślowej" myszarka zaroślowa.

## Budowa ciała
Długość ciała bez ogona
7,5–11 cm
Długość ogona
7–11,5 cm
Masa
20–30 g
Ubarwienie
Charakteryzuje się żółtawobrązowym ubarwieniem z szarym odcieniem na grzbiecie, brzuch jest jaśniejszy.

## Występowanie
Występuje od Islandii po Europę, poza północną Skandynawią, w północno-zachodniej Afryce, środkowej oraz południowo-zachodniej Azji oraz w Himalajach.

## Ekologia
Jej siedliskiem są zarośla w obrzeżach lasów oraz parki, pola i polany leśne, zimą przenosi się do budynków.
Mysz ta aktywna jest o zmierzchu i w nocy. Jest mało towarzyska.
Pokarm
W jej pokarmie dominują nasiona traw, ziół i drzew, pąki i pędy roślin, owoce, grzyby, owady, pająki oraz ślimaki.

## Tryb życia
Rozmnażanie
Okres godowy przypada od marca do października. W ciągu roku wydaje od 3 do 4 miotów po 3 do 8 młodych. Ciąża samicy trwa 23 dni, po urodzeniu młode są ślepe, otwierają oczy po 18 dniach. Pozostają z matką przez dwa do trzech tygodni, następnie stają się samodzielne. W wieku ośmiu tygodni są dojrzałe płciowo.
Cecha charakterystyczna
W razie niebezpieczeństwa ucieka skacząc na tylnych łapach, wykonuje wtedy skoki na odległość nawet 80 cm.

## Ochrona
W Polsce myszarka zaroślowa (mysz zaroślowa) od 2011 r. objęta jest częściową ochroną gatunkową.